# Eis am Stiel 2 – Feste Freundin
Eis am Stiel 2 – Feste Freundin ist der zweite Teil der israelischen Filmreihe Eis am Stiel von Boaz Davidson, wiederum mit Yiftach Katzur, Jonathan Sagall und Zachi Noy in den Hauptrollen. 

## Handlung
Benny verliebt sich in die hübsche Tammy, die jedoch noch etwas Zeit braucht, ehe sie mit Benny intim wird. Auf einer Party, auf der sich Benny und Tammy verkrachen, wittert Johnnys Freundin Martha, die heimlich in Benny verliebt ist, ihre große Chance und versucht, den betrunkenen Benny zu verführen. Obwohl Benny nicht darauf eingeht, kommt es zu einem Streit zwischen ihm und Johnny, als Johnny davon erfährt. Alles wird jedoch aufgeklärt und sie vertragen sich wieder. Zum Schluss erobert Benny auch seine Tammy wieder zurück und sie küssen sich auf der Straße, nachdem die ganze Nachbarschaft von seinen Schwärmereien erfahren hat. 

## Kritik
Das Lexikon des internationalen Films führte aus: „Im Niveau der Komik recht dürftig, stark klischeehaft und nostalgisch verbrämt.“